# 귀도 메시나

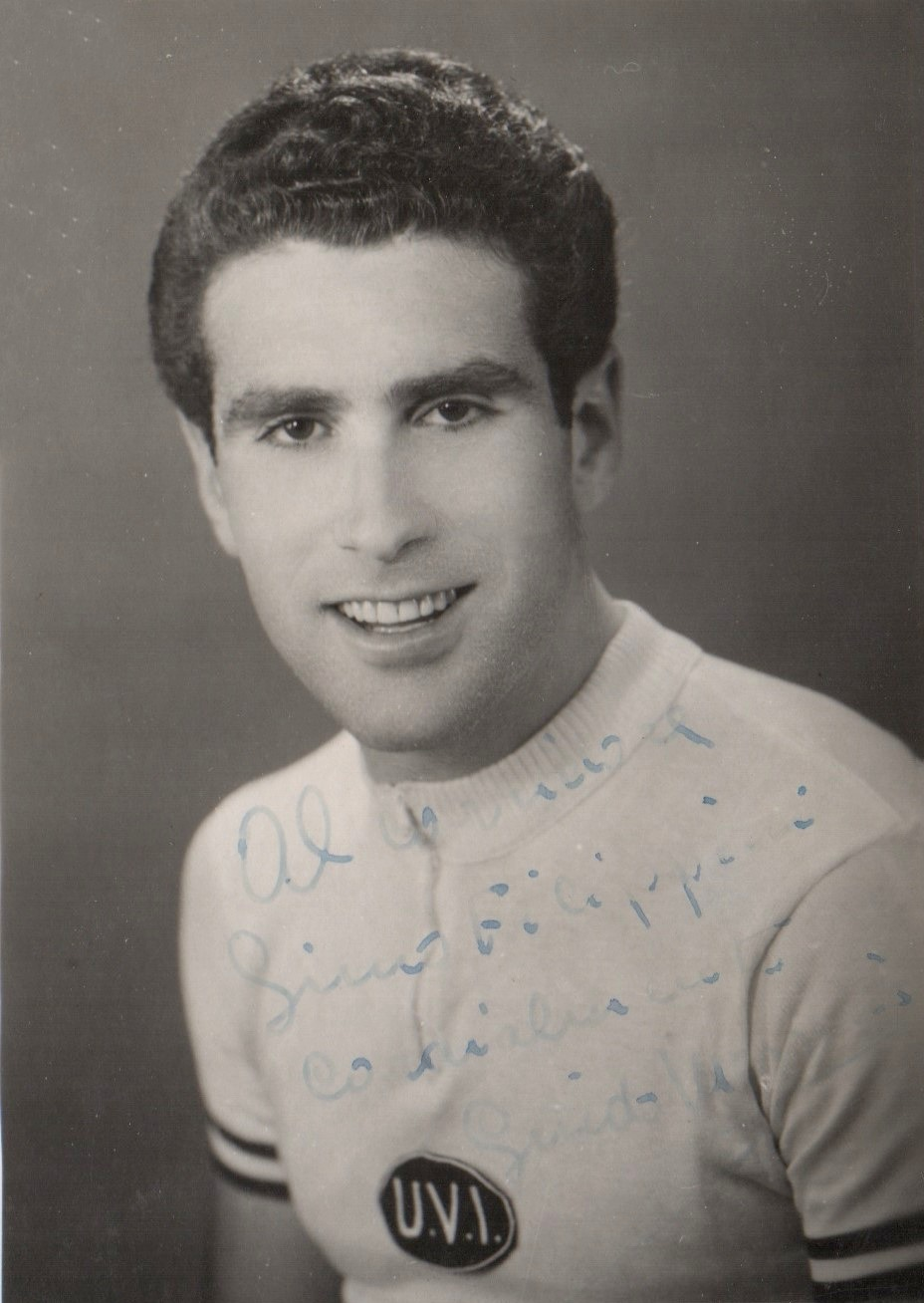

귀도 메시나(Guido Messina, 1931년 1월 4일 – 2020년 1월 10일)는 이탈리아의 도로 및 트랙 사이클링 선수였다.
1931년 1월 4일 이탈리아 몬레알레에서 태어났다. 1948년부터 1956년까지 개인 4000m 추격에서 5개의 세계 타이틀을 획득했으며 1952년 올림픽에서 이탈리아 팀과 함께 금메달을 획득했다(개인 추격은 올림픽 종목이 되었습니다) 메시나가 사이클링에서 은퇴한 1964년에만 가능). 1954년부터 1963년까지 그는 전문적으로 라이딩을 했으며 1955년 지로 디탈리아의 첫 번째 스테이지에서 우승했다. 2020년 1월 10일 89번째 생일을 맞은 지 6일 만에 사망했다.